# David Owen
David Anthony Llewellyn Owen (Plymouth, 2 de julio de 1938) es un político británico, que se desempeñó como Secretario de Relaciones Exteriores del Reino Unido entre 1977 y 1979, bajo el gabinete de James Callaghan como Primer Ministro. Perteneció al Partido Laborista, el cual abandonó cuando fundó el Partido Social Demócrata en 1983, siendo elegido líder del mismo desde ese momento hasta 1987, debido a fracasos electorales.
Fue designado como lord de por vida de la Cámara de los Lores en 1992 como independiente, aunque desde el 2014 se autoasigna como parte de una bancada "social demócrata independiente".
En 1992 se desempeñó como negociador en Bosnia junto con el estadounidense Cyrus Vance, por la Organización de las Naciones Unidas.